# Väskinde Gällungs
Väskinde Gällungs är en av SCB sedan 2023 avgränsad småort i Gotlands kommun i Gotlands län. Den omfattar bebyggelse väster om Väskinde belägen i Väskinde socken omkring länsväg 653 där denna avviker från länsväg 149.